# Banderovo
Banderovo je dio grada Rijeke.

## Zemljopis
Banderovo je dobilo ime po Banderasu, vlasnika kuća i zemljišta zapadno od platoa Monte Grappa (početak Ul. Corrada Illiassicha) što čini 20% cjelokupne površine MZ Banderovo. U MO Banderovo spadaju sljedeći kvartovi: Montelo (od Branchete do Ul. M. R.. Ban), Štranga (jug). Monte Grappa, Banderovo, Kranjska Vas (sjeverozapadno) i istočni dio Plasa (Smućeni Breg), 
Ime lokaliteta Banderovo javlja se relativno kasno. Vidi se na topografskoj karti sudskog okruga Rijeka iz 1851. god. koju je nacrtao I. Rossi Naime, širenjem grada šume, pašnjaci, vinogradi i vrtovi postaju građevinska zemljišta, mijenjaju se vlasnici, pa tako i imena.
Čitajući knjigu dr. Vande Ekl, Živa baština, može se saznati da se ranija područja današnjeg Banderova zvalo Musunišće (Povijest Rijeke, te Živa baština), a bilo je okruženo lokalitetima koji do danas nisu promijenili ime:
južno:     Štranga, Cecilinovo, Podpinjol
istočno:   Cirkulo, Montelo (Nad Lazaret, Anderlova, Šumber)
sjeverno: Kranjska vas
jugozapadno: Podmurvice
zapadno: Smućeni breg, Plase
Šumber, na istočnom dijelu općine Plase, naziv poznat samo najstarijim stanovnicima, germanskog porijekla (v. Šumber) 1841. god. - Šumber sjeverno od Nad Lazareta, istočno od Mušunišća zajedno na Škurinjski potok na kraju Škurinjska dolina.
Škurinjska vala-Valscurigne  - dolina od sela Škurinje do Potoka, kroz nju je protjecao potok.
U XV st. poznato po vinogradu, maslinicima i pašnjacima. Augustinci su tu imali mnoga zemljišta.
Nad Lazaret - Južno od Šumbera, jugoistočno od Mušunišća, istočno od Štrange, sjeverozapadno od Brajde (vinogradi i voćnjaci). Godine 1842. se još spominje u dokumentima, danas se više ne čuje taj naziv.

## Imena ulica na Banderovu
- Braća Branchetta  - Antonio (Rijeka, 1831. – 1916.) i Costantino (Rijeka, 1835. – 1908.) Branchetta - trgovci i donatori; pomogli su izgradnju Rikovera (doma a starje i nemoćne) 1908. (danas Medicinski fakultet).
- Corrado Iliassich - (Rijeka, 1891. - njemački koncentracioni logor Dachau; 1945.) - fijumanski antifašist.
- Rodolfo Tomsich, fijumanski partizan
- Fran Kresnik - (Beč, Austrija, 1869. - Rijeka, 1943.) - liječnik i graditelj violina; od 52 njegove violine, 8 ih je pohranjeno u Povijesnom i pomorskom muzeju u Rijeci.
- Ladislao Tomee, fijumanski partizan
- Kraška  - Krš (Kras) područje od Trsta do Kastva-
- Mira Raduna Ban - (Sušak, 1921. - Gajana, 1944.) -  antifašistkinja, partizanka.
- Obitelji Duiz   - talijanski antifašisti: Giovanni (Rijeka, 1908. – 1944.), supruga Lionella (? -1944.) i njegov brat Amedeo (?-1944.).
- Montello promijenjen u Velebitsku ulicu